# Edifici de Papeleras Reunidas
L'edifici de Papeleras Reunidas, situat a la plaça Emili Sala número 1 de la ciutat d'Alcoi (l'Alcoià), País Valencià, és un edifici privat d'estil eclèctic i art déco construït l'any 1930, que va ser projectat per l'arquitecte Vicente Valls Gadea.
És una edificació de grans dimensions, amb estil d'arquitectura eclèctica i que ocupa tota l'illa. Va ser la seu central de l'empresa Papeleras Reunidas S.A., empresa que en 1934 va reunir a la major part dels fabricants de paper de la ciutat, famosos pel seu llibres de paper de fumar i de cel·lulosa.
L'edifici té cinc plantes; l'última, separada de les altres per una potent motlura, forma la cornisa de l'edifici. Destaquen la portada principal, amb un monumental arc de mig punt, i les rematades en les quatre cantonades, com a torretes.
L'entrada a l'edifici és de doble altura i l'escala principal té taulells i vidrieres, situada en el vestíbul. D'especial interés és la reforma de l'últim pis on es poden apreciar la coberta de fusta, els pilars de fosa i els ganivets metàl·lics.
L'immoble va ser reformat l'any 1997 i posteriorment ocupat per la seu del Centre Europeu d'empreses Innovadores (CEEI-Alcoi) i de l'Institut Tecnològic Tèxtil (AITEX).